# 올림피센
올림피센(Olympicene)은 6각형고리가 다섯개 붙어있는 방향족 탄화수소다. 중심고리는 방향족이 아니고 나머지 네개의 고리가 방향족이다. 2012년 런던 올림픽을 앞두고 영국 화학자가 발견했다.

## 같이 보기
- 나프탄트론
- 하우세인: 탄소 골격이 집을 닮은 다환 탄화수소
- 바스케테인: 탄소 골격이 바구니를 닮은 다환 탄화 수소